# ポチテリ
ポチテリ（ボスニア語:Počitelj、クロアチア語:Počitelj、セルビア語:Почитељ）は、ボスニア・ヘルツェゴビナ南部の村であり、ボスニア・ヘルツェゴビナを構成する2つの構成体のうち、ボシュニャク人やクロアチア人を主体とするボスニア・ヘルツェゴビナ連邦に含まれ、ヘルツェゴビナ＝ネレトヴァ県のチャプリナ市の一部である。16世紀から17世紀にかけてのオスマン建築が林立していたが、ボスニア・ヘルツェゴビナ紛争中の1993年にクロアチア人の武装勢力（クロアチア防衛評議会）によって大規模に破壊された。爆撃の後、歴史的なイスラム建築はダイナマイトで爆破され、イスラム教徒のボシュニャク人の村民たちは殺害されるか強制収容所に送られるという、民族浄化の標的となった。ボシュニャク人の追放とイスラム建築の破壊の後、近くの道路沿いにはクロアチア人を象徴して巨大な十字架が掲げられた。
かつて南東ヨーロッパで最古のアート・コロニーであったポチテリは、多くの芸術家に安全で平和な、芸術活動の場を提供してきた。

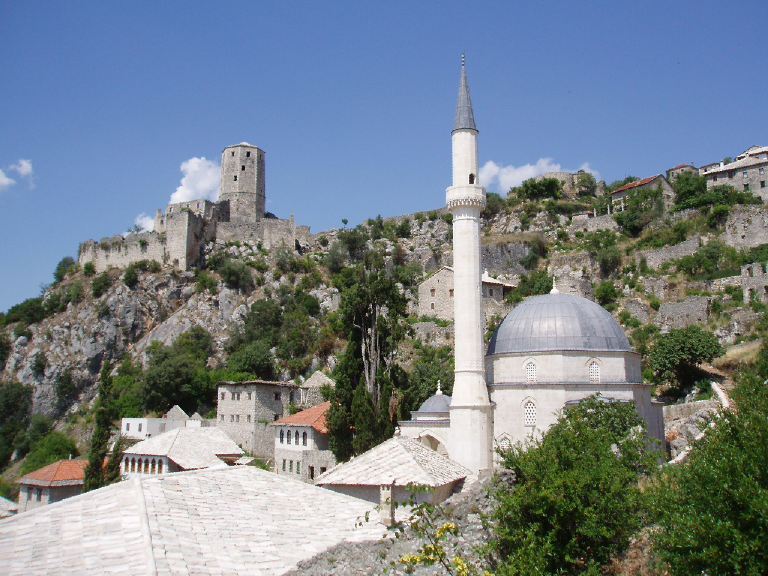
奥に要塞、手前にモスクが見える
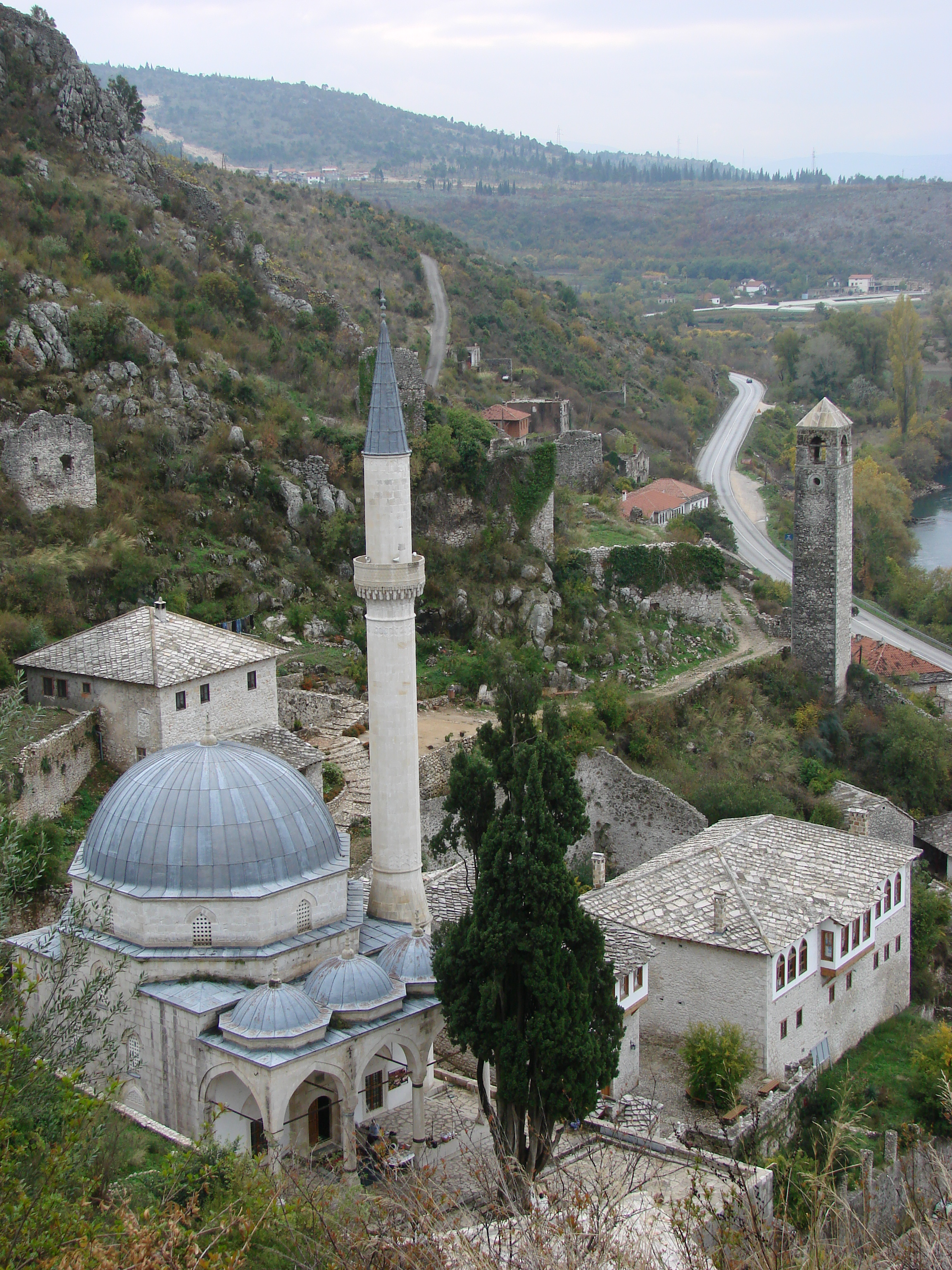
上から見下ろした村の様子。手前にモスクが、奥に監視塔が見える
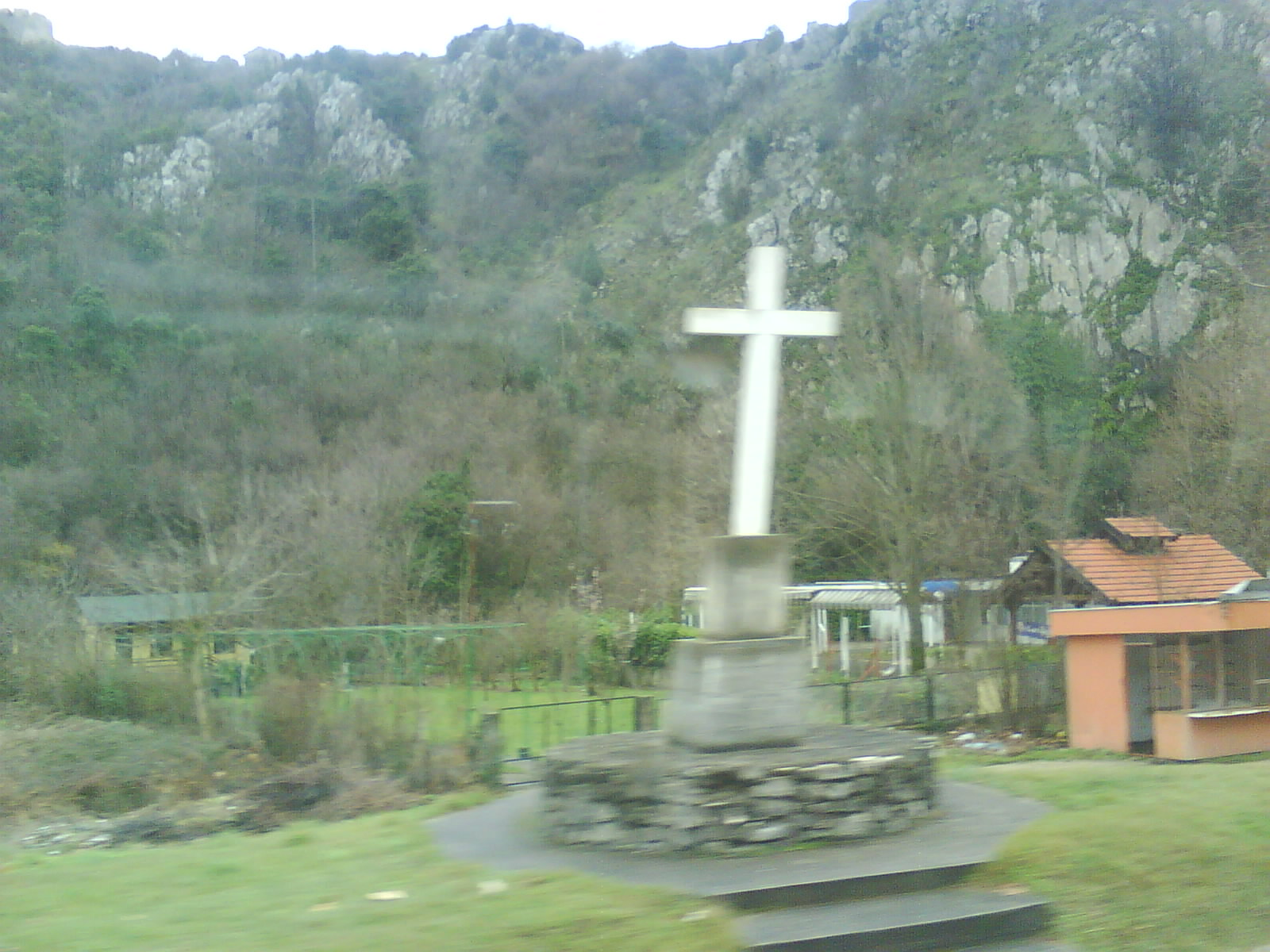
ポチテリ近くに立てられた十字架

## 民族構成

### 1991年
合計 905人
- ボシュニャク人 - 660人 (72.92%)
- クロアチア人 - 172人 (19.00%)
- ユーゴスラビア人 - 36人 (3.97%)
- セルビア人 - 20人 (2.20%)
- その他・不明 - 17人 (1.87%)